# Gaby Deslys

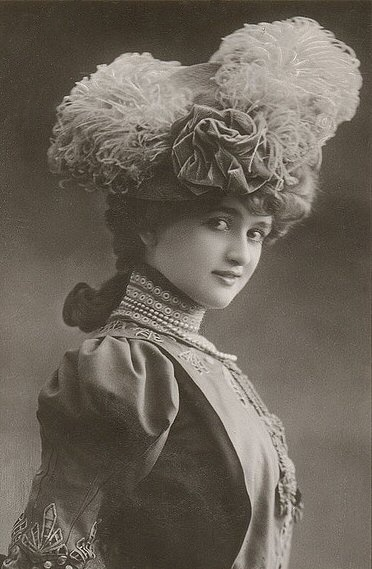
Gaby Deslys um 1910

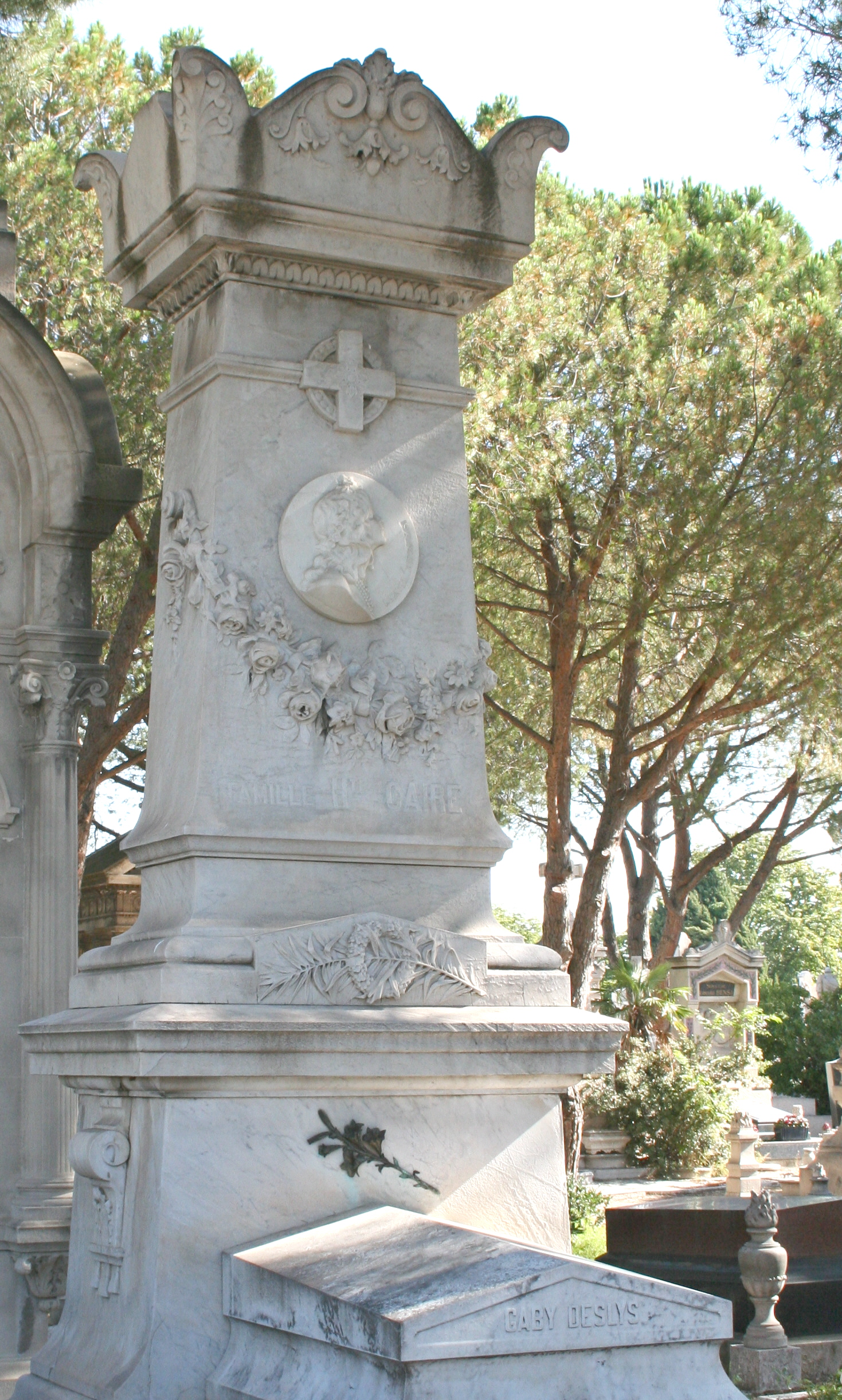
Grab von Gaby Deslys auf dem Friedhof Saint-Pierre in Marseille

Gaby Deslys (* 4. September 1881 in Marseille als Gabrielle Caire; † 11. Februar 1920 in Montrouge) war eine französische Revue-Tänzerin, Sängerin und Schauspielerin.

## Leben
Am Konservatorium in Marseille erhielt Gabrielle Caire ihre Gesangsausbildung. Im Folies Bergère in Paris begann 1898 ihre Laufbahn als Sängerin. Sie trat u. a. im Théâtre Capucies, Mathurins und Olympia auf. Als bekannte Sängerin verließ sie 1906 Paris und ging nach London. In der Burlesque The New Aladdin trat sie am 29. September 1906 im Gaiety Theatre auf, was ihr den Beinamen The Charm of Paris einbrachte. Eine Liaison mit König Manuel von Portugal sorgte für viel Aufsehen in der Presse, da sie mit dessen Abdankung 1910 und politischen Unruhen in Verbindung gebracht wurde.
Ihr nun auch amouröser Ruhm eilte ihr nach New York voraus und wurde Gegenstand der Burlesque Gaby. Ihr Debüt in New York erfolgte 1911, sie spielte dort in zwei Aufführungen im Winter Garden Theatre mit. Anfang 1912 kehrte Deslys mit ihrem zukünftigen Partner Harry Pilcer nach Paris zurück. Pilcer kreierte für sie den Tanz Gaby Glide. Außerdem brachte sie Modetänze aus den USA nach Frankreich, wie z. B. den Grizzly oder Siberian. Diese Tänze zeigte sie auch in ihren Aufführungen in ganz Europa, wie z. B. im Pariser Théâtre Femina, im Wiener Apollon-Theater und im Londoner Palace Theatre. Erneute Auftritte führten sie 1914 wieder nach New York. U. a. erschien sie in den Aufführungen Honeymoon Express, The Belle of Bond Street, Rosy Rapture, Stop!Look!Listen! und 5064 Gerrard.
Zusammen mit Harry Pilcer wirkte sie in den Filmen The Triumph (1915) und Infatuation (1918) von Louis Mercanton mit. Im Casino de Paris tanzten beide 1917 in der Ausstattungsrevue Laissez-le-tomber!, der sogenannten Leiter-Revue. Beide waren das meistgefeierte Tanzpaar der Music Halls, gefolgt von Maurice Chevalier und Mistinguett, die das Paar im folgenden Jahr ersetzten. Gaby Deslys etablierte mit ihren teilweise von Erté entworfenen Kostümen und Straußenfedern einen neuen Stil. Sie brachte die erste Jazzband (Alexander’s Ragtime Band) nach Paris.
Zuletzt war sie 1919 im Théâtre Femina in einer Revue von Bénédicte Rasimi zu sehen. Sie starb am 11. Februar 1920 in Montrouge an einer Kehlkopfentzündung. Ihr Vermögen hatte sie der Stadt Marseille für wohltätige Zwecke vermacht.